# Greatest Hits (album de The Police)
Pour les articles homonymes, voir Greatest Hits.
Albums de The Police
Every Breath You Take: The Singles
(1986) Message in a Box: The Complete Recordings
(1993)
Greatest Hits est un album de compilation du groupe The Police.

## Liste des chansons
1. Roxanne – 3:12
2. Can't Stand Losing You – 2:48
3. So Lonely - 4:48
4. Message in a Bottle – 4:49
5. Walking on the Moon – 5:01
6. The Bed's Too Big Without You - 4:24
7. Don't Stand So Close to Me – 4:02
8. De Do Do Do, De Da Da Da – 4:08
9. Every Little Thing She Does Is Magic – 4:20
10. Invisible Sun – 3:43
11. Spirits in the Material World – 2:58
12. Synchronicity II- 5:00
13. Every Breath You Take – 4:12
14. King of Pain – 4:57
15. Wrapped Around Your Finger – 5:14
16. Tea in the Sahara - 4:12

Une sortie alternative (couverture bleu foncé à la place du blanc) contient le ré-enregistrement de 1986 de Don't Stand So Close to Me à la place de la version album originale.